# Phokeng
Phokeng est une ville de la province sud-africaine du Nord-Ouest. C'est la capitale administrative de l'ethnie Bafokeng. Elle se trouve un peu au nord de Rustenburg.
Elle était autrefois connu des sud-africains blancs sous le nom de « Magatostad ».